# Заварза, Пётр Калинович
Пётр Калинович Заварза (19 июня 1913, Панковка, Екатеринославская губерния — 9 марта 1995, Красноармейск, Донецкая область) — машинист горного комбайна шахты № 1 «Центральная», Донбасс. Герой Социалистического Труда (1948 год).

## Биография
Участник войны с августа 1941 года. В 1944 году, был награждён орденом Красной Звезды.
После демобилизации стал машинистом врубовой машины шахты «Центральная» треста «Красноармейскуголь» (Донбасс).
В 1948 году за высокие достижения в работе, присвоено звание Героя Социалистического Труда.
Красноармейским народным судом Донецкой области 30 января 1985 года, осуждён к 11 годам лишения свободы по ст. 94 («убийство») УК УССР. Обвинялся в том, что 7 ноября 1984 года, будучи нетрезвым, избил жену, которая от полученных травм скончалась.
Указом Президиума Верховного Совета СССР от 6 марта 1986 года лишён звания Героя Социалистического Труда и всех наград.